# Galería Rafael Ortiz
La Galería Rafael Ortiz es una galería de arte contemporáneo fundada por el marchante Rafael Ortiz y su esposa Rosalía Benítez en Sevilla, en 1984.

## Historia
Rafael Ortiz y su esposa Rosalía fundaron una galería de arte en Sevilla en 1984. La galería orientó su línea de actuación hacia la promoción y difusión de las obras de jóvenes artistas, así como a la organización de exposiciones de artistas ya consagrados y de prestigio internacional, como Luis Gordillo, Carmen Laffón o Jaime Burguillos. Ortiz recuerda las ediciones en las que instituciones como ayuntamientos y diputaciones hacían grandes compras, «y las fundaciones. Se llegaba a vender muchísimo y la verdad es que el mercado estaba boyante».
En noviembre de 2009, con motivo del 25 aniversario, la galería de arte Rafael Ortiz celebró una exposición bajo el título Aprendiendo a mirar. 25 años de la galería Rafael Ortiz, que reunió un centenar de obras de 67 artistas diferentes en las instalaciones del Real Monasterio de San Clemente del Ayuntamiento de Sevilla, sede del Centro de las Artes de Sevilla (CAS). La muestra, seleccionada por María de Corral, estaba compuesta por obras de la colección particular de Rafael Ortiz y Rosalía Benítez y de la propia galería, con ejemplos de los diferentes caminos del arte contemporáneo, especialmente cambiantes y contradictorios. La selección fue un ejemplo de la trayectoria que había seguido la galería en esos veinticinco años de vida y, a través de ella, se reflejaba uno de los mayores logros de sus gestores, el de transmitir un único espíritu, un espacio común donde dar cabida a la independencia de los artistas.

### RO Proyectos
Rafael Ortiz inauguró en Madrid, en octubre de 2013, un nuevo proyecto. Con el nombre R. O. Proyectos, abrió una «pop up», un estudio de nuevas ideas en la capital española. Según su responsable, RO Proyectos, ubicada en la calle Huertas (el corazón del barrio de las Letras), no tenía en absoluto la intención de cerrar su espacio en Sevilla. De hecho, este nuevo local en Madrid no competirá tampoco con él. Tendrá su propia personalidad y su propio ritmo. Un espacio de exhibición, pero, sobre todo, de encuentro entre profesionales. El galerista apuesta por la capital de España, y, desde su nueva sede, podrá atender mejor a su clientela.

### Equipo 57
El Equipo 57, grupo de artistas que revolucionó la triste historia del arte español durante el franquismo, es uno de los puntos fuertes de la galería, con obras valoradas en 30.000 o 40.000 euros.

## Ferias
La galería participa activamente en ferias de arte contemporáneo como la Feria de Miami, ArteSantander, Salamanca, Sevilla. En otras ferias participa de manera esporádica, ferias como Pinta Londres o la feria Summa, que se celebró en Matadero Madrid en septiembre de 2013.

## Arco
La Galería Rafael Ortiz lleva treinta y dos años participando en Arco, siendo uno de los galeristas españoles más veteranos. Para el marchante, la importancia de Arco, aparte de lo que se vende, es lo que surge tras la Feria y, sobre todo, los contactos que se hacen. Ortiz afirma que la dirección de Arco, comandada por Carlos Urroz, «lo está haciendo bien. Viene del mundo de las galerías, no son tecnócratas, sino que saben de qué va».

## Pintores representados
Jaime Burguillos, Félix de Cárdenas, José María Báez, Juan Lacomba, Guillermo Pérez Villalta, Equipo 57, Dalila Gonçalves, Luis Gordillo, Norman Morales, José Miguel Pereñíguez, Eugenio Ampudia, J. García Pfretzschner, Ángel Padrón, José María Yturralde, Carmen Calvo, Miki Leal, Dorothea von Elbe, Daniel Verbis,  Patricio Cabrera, entre otros.